# アレキサンドリア物語 (映画)
『アレキサンドリア物語』（アレキサンドリアものがたり、原題：Justine）は、1969年制作のアメリカ合衆国のドラマ映画。ロレンス・ダレルの小説『アレクサンドリア四重奏 1 ジュスティーヌ』（The Alexandria Quartet Justine、1957年）を原作に映画化。監督はジョージ・キューカー。
20世紀フォックス配給により、日本では1969年11月15日に劇場公開。

## ストーリー
エジプトのアレキサンドリアを舞台に、イギリス人の教師と彼の関連者を描く。

## キャスト
| 役名             | 俳優                 | 日本語吹き替え |
| ---------------- | -------------------- | -------------- |
| ジュスティーヌ   | アヌーク・エーメ     | -              |
| パースウォーデン | ダーク・ボガード     | -              |
| ナルース         | ロバート・フォスター | -              |
| メリッサ         | アンナ・カリーナ     | -              |
| ポンバル         | フィリップ・ノワレ   | -              |
| ダーリー         | マイケル・ヨーク     | -              |
| ネッシム         | ジョン・ヴァーノン   | -              |

## スタッフ
- 監督：ジョージ・キューカー
- 製作：パンドロ・S・バーマン、ジョージ・キューカー
- 原作：ロレンス・ダレル
- 脚本：ローレンス・B・マーカス
- 撮影：レオン・シャムロイ
- 音楽：ジェリー・ゴールドスミス
- 編集：リタ・ローランド
- 衣裳デザイン：アイリーン・シャラフ